# Geraldo Vieira Gusmão
Geraldo Vieira Gusmão (ur. 12 października 1934 w Itamarandiba) – brazylijski duchowny rzymskokatolicki, w latach 1998-2009 biskup Porto Nacional.

## Życiorys
Święcenia kapłańskie przyjął 3 grudnia 1961. 23 grudnia 1997 został prekonizowany biskupem Porto Nacional. Sakrę biskupią otrzymał 19 marca 1998. 4 listopada 2009 przeszedł na emeryturę.